# Brincando nos Campos do Senhor
Brincando nos Campos do Senhor (em inglês:  At Play in the Fields of the Lord; prt: A Brincar nos Campos do Senhor) é um filme estadunidense-brasileiro de 1991, do gênero drama, dirigido por Hector Babenco, com roteiro dele e de Jean-Claude Carrière baseado em romance At Play in the Fields of the Lord, de Peter Matthiessen.
A trilha sonora é de Zbigniew Preisner e Marlui Miranda.

## Sinopse
Família de protestantes norte-americanos mergulha na floresta amazônica brasileira para catequizar indígenas, porém as relações entre brancos e povos nativos vai se tornando cada vez mais instável com a chegada de um descendente dos indígenas americanos.

## Elenco
- John Lithgow ..... Leslie Huben
- Tom Berenger ..... Lewis Moon
- Daryl Hannah ..... Andy Huben
- Aidan Quinn ..... Martin Quarrier
- Tom Waits ..... Wolf
- Kathy Bates ..... Hazel Quarrier
- Stênio Garcia ..... Boronai
- Nelson Xavier ..... Xantes

- José Dumont ..... Guzmán

## Prêmios e indicações
| Prêmio             | Categoria            | Recipiente        | Resultado |
| ------------------ | -------------------- | ----------------- | --------- |
| Globo de Ouro 1992 | Melhor trilha sonora | Zbigniew Preisner | Indicado  |